# Hans Seifert (Ingenieur)
Hans Seifert (* 30. Oktober 1927 in Gießen; † 27. Februar 2012 in Lüdenscheid) war ein deutscher Ingenieur und Hochschullehrer.

## Leben
Nach Abitur und einer Mechanikerlehre absolvierte Seifert von 1949 bis 1953 ein Maschinenbaustudium an der Universität Karlsruhe. Im Anschluss arbeitete er bis 1957 als wissenschaftlicher Assistent am Karlsruher Lehrstuhl für Maschinenkonstruktionslehre und Kraftfahrzeugbau. Im Jahr 1960 folgte die Promotion bei Karl Kollmann über ein Verfahren zur Berechnung instationärer Gasströmungen. Bis 1962 war er danach Leiter der Entwicklungs- und Forschungsabteilung der Motorenwerke Mannheim, danach bis 1969 Technischer Leiter der Firma Gebr. Seifert in Lüdenscheid. Parallel zu seiner Industrietätigkeit hatte er einen dreijährigen Lehrauftrag an der Universität Stuttgart inne. Im April 1969 wurde Seifert an die kurz zuvor erbaute Universität Bochum berufen, wo der erste Lehrstuhl für Maschinenelemente und Konstruktionstechnik an der Fakultät für Maschinenbau mit ihm besetzt wurde. Zunächst legte er den Schwerpunkt auf Motorenbau. Später kam als Schwerpunkt das Computerunterstützte Konstruieren dazu, weswegen Seifert als ein Pionier der CAD-Technik gilt. Den Lehrstuhl hatte er bis zu seiner Emeritierung 1993 inne. Während seiner Zeit in Bochum war er Dekan der Fakultät Maschinenbau und Prorektor für Forschung. Auch danach arbeitete er im Bereich der Konstruktionsmethodik weiter. In den letzten Jahren seines Lebens kamen zahlreiche Arbeiten in der Brennstoffzellentechnologie dazu.
Seifert publizierte über 90 Veröffentlichungen. Er war Mitglied des Vereins Deutscher Ingenieure (VDI).

## Isykon
Seifert gründete 1979 mit zwei ehemaligen Doktoranden die Isykon Software GmbH mit Sitz in Bochum, um die CAD-Software PROREN als Spin off weiterzuentwickeln und zu vermarkten. 1992 ging Isykon in den Konkurs; Software und Kundenstamm wurden vom Unternehmen Intergraph aus Ismaning übernommen.